# Christliche Musik
Unter christlicher Musik wird vor allem Musik mit christlich unterlegten Texten verstanden, wie zum Beispiel geistliche Musik, die der christlichen Tradition entspringt, also beispielsweise der Gregorianische Choral, die A-cappella-Gesänge der orthodoxen Liturgien, das Oratorium, die Choräle, konzertante Messen und Passionen und die Musik bei Passionsspielen.
Ferner gibt es in den christlichen Kirchen unterschiedliche und teilweise umfangreiche Traditionen des Kirchenlieds – etwa im kontinentaleuropäischen Raum oder im englischen Kulturraum – und des christlichen Chorgesangs. Aus diesem ursprünglich europäischen Genre hat sich vorwiegend in den Südstaaten der USA unter dem Einfluss des frühen Jazz der Gospelgesang entwickelt, der eine ganze Tradition christlich orientierter Jazzmusik begründet.

## Stilrichtungen heute
Heute gibt es christliche konnotierte Musik in praktisch allen Erscheinungsformen, ausgehend von traditioneller Kirchenmusik, in ihrer Zweckmäßigkeit zum gottesdienstlichen Gebrauch geschaffen bis hin zu zeitgenössischer Pop- und Rockmusik sowie Soul, Hip-Hop, Dance, Punk und Metal, die ihre christliche Eigenschaft weniger vom liturgischen Potential als von weltanschaulichen Aussagen her gründen:
- Choral
- Erweckungslied
- Negro Spiritual
- Gospel
- Neues Geistliches Lied
- Christliche Popmusik
  - Lobpreis und Anbetung (Worship)
  - Christlicher Rock
  - Christlicher Metal
  - Gospel

## Ereignisse
Zu den bekanntesten jährlichen christlichen Musikereignissen gehören Großfestivals wie die Christmas Rock Night in Ennepetal, das Himmelfahrts-Festival in Wüstenrot-Neuhütten, der Maiday in Minden und das Freakstock in Borgentreich.